# Melecta diacantha
Melecta diacantha är en biart som beskrevs av Eduard Friedrich Eversmann 1852. Melecta diacantha ingår i släktet sorgbin, och familjen långtungebin. Inga underarter finns listade i Catalogue of Life.